# Nightwish
I Nightwish sono un gruppo musicale symphonic metal finlandese formatosi nel 1996 a Kitee.
Nati come gruppo acustico su idea dell'attuale tastierista e compositore Tuomas Holopainen, col tempo si sono evoluti toccando svariati generi e influenze musicali. All'inizio della carriera pubblicarono un demo di musica acustica che li portò al contratto con la Spinefarm.

## Storia

### Gli esordi

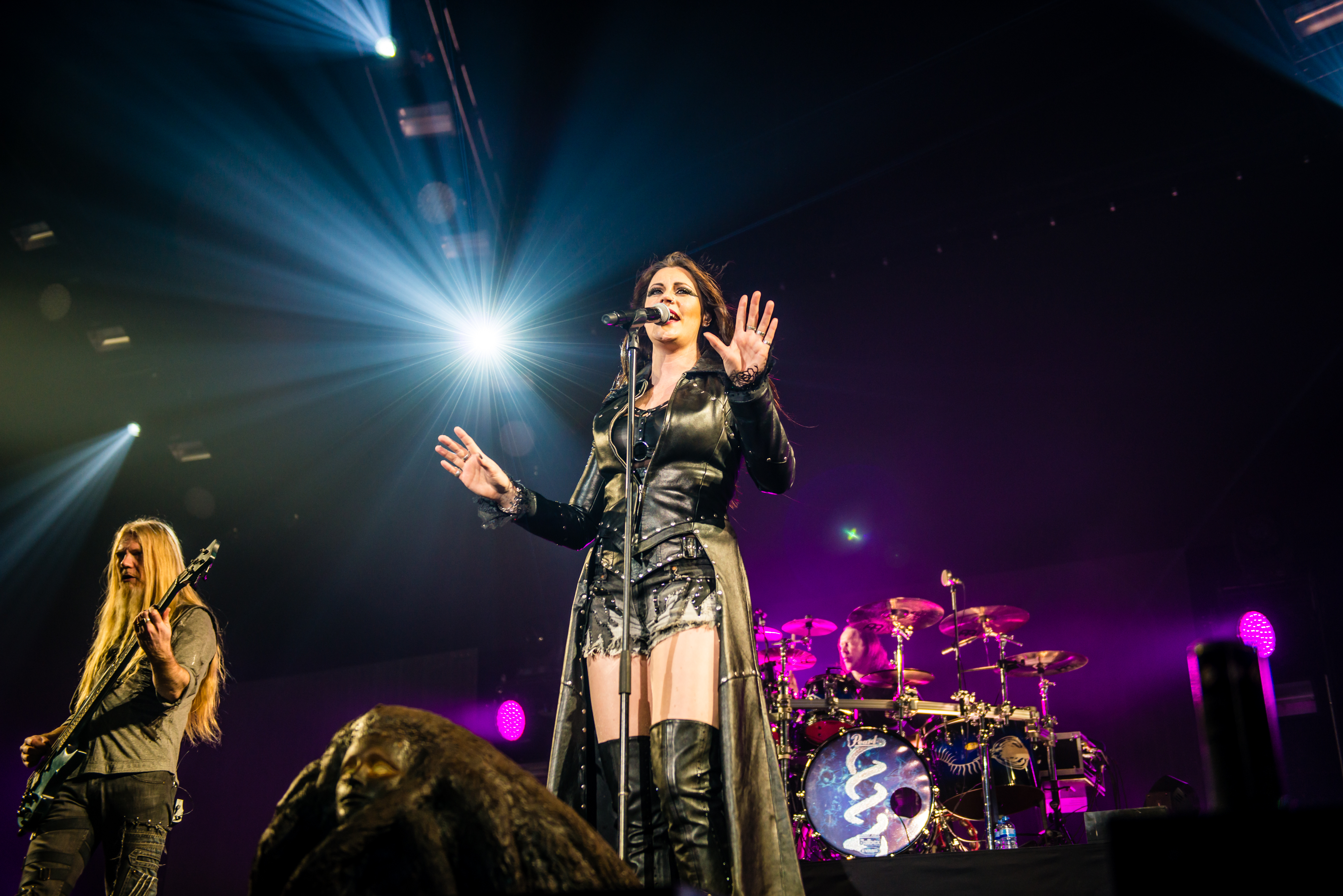
Marco Hietala, Floor Jansen e Kai Hahto ad Oberhausen nel 2015

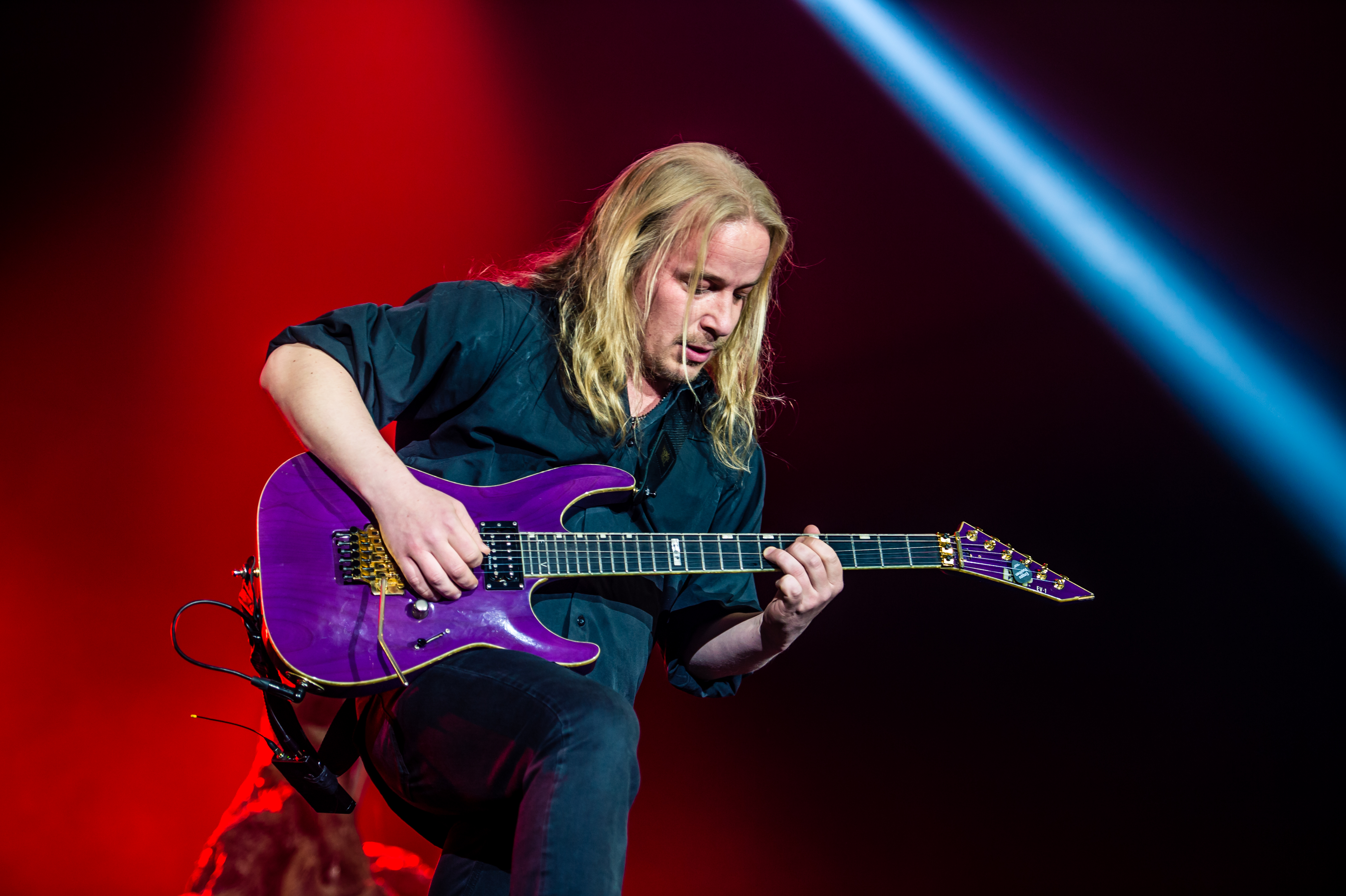
Emppu Vuorinen, uno dei fondatori del gruppo

I Nightwish nacquero a Kitee, in Finlandia, nel 1996, da un'idea di Tuomas Holopainen; Durante una serata estiva, mentre era nel suo cottage in riva al lago Kiteenjärvi con amici di infanzia, decise di fondare una band che potesse esprimere attraverso la musica acustica le atmosfere sognanti, malinconiche e intimiste che la sua terra riusciva ad emanare. Chiamò questa band "Nightwish" (letteralmente "desiderio della notte") che comprendeva tre membri: oltre a Tuomas Holopainen alla tastiera, vi erano Erno "Emppu" Vuorinen alla chitarra acustica e la cantante lirica Tarja Turunen un'amica d'infanzia di Tuomas conosciuta all'età di 12 anni in quanto allieva di pianoforte della madre. Sempre nel 1996, i tre pubblicarono un demo intitolato "Nightwish" che conteneva le canzoni Nightwish, The Forever Moments e Etiäinen. Questo demo è interamente in versione acustica. 
All'inizio del 1997, dopo l'uscita del loro demo, il batterista Jukka Nevalainen si unì alla band, mentre la chitarra acustica fu sostituita con quella elettrica. L'aggiunta di elementi heavy metal, unito allo stile intimo-lirico, diede alla band non solo un suono diverso, ma anche unico a quei tempi, formando il nucleo dello stile Nightwish. 
La band entrò in studio nell'aprile 1997 per registrare il secondo demo Angels Fall First. A maggio il demo arrivò all'etichetta discografica finlandese Spinefarm Records, che lo pubblicò come album di debutto della band con lo stesso nome. Angels Fall First uscì in novembre e raggiunse la 31ª posizione nella classifica finlandese. Un singolo intitolato The Carpenter era già uscito in precedenza, e raggiunse la posizione numero 8 nella classifica dei singoli in Finlandia. Questo primo lavoro della band contiene brani basati molto più sulla melodia che sulla velocità, differenziandosi dai successivi dischi.

### L'affermazione

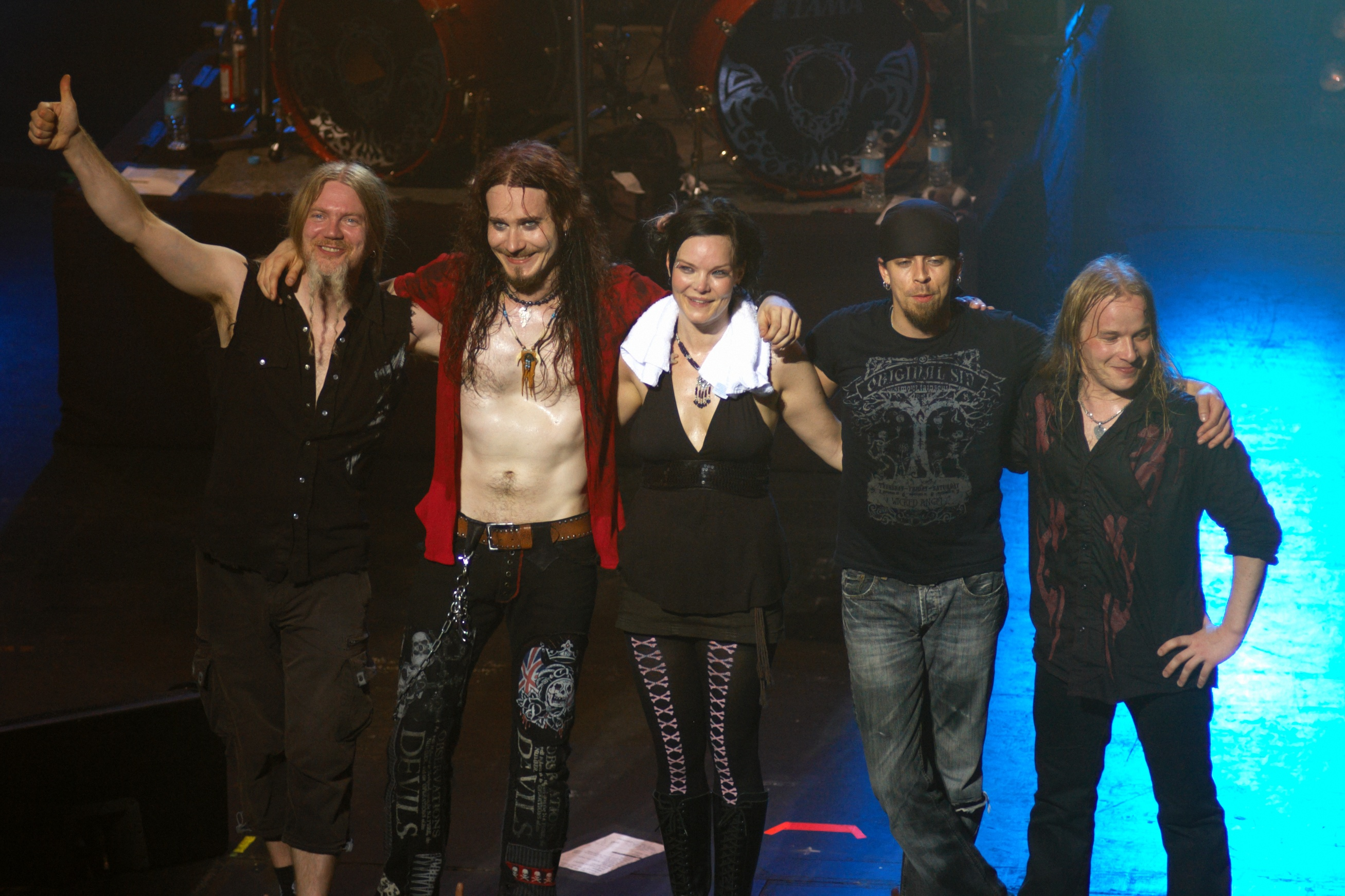
I Nightwish in concerto nel 2008. Da sinistra: Marco Hietala, Tuomas Holopainen, Anette Olzon, Jukka Nevalainen, Emppu Vuorinen.

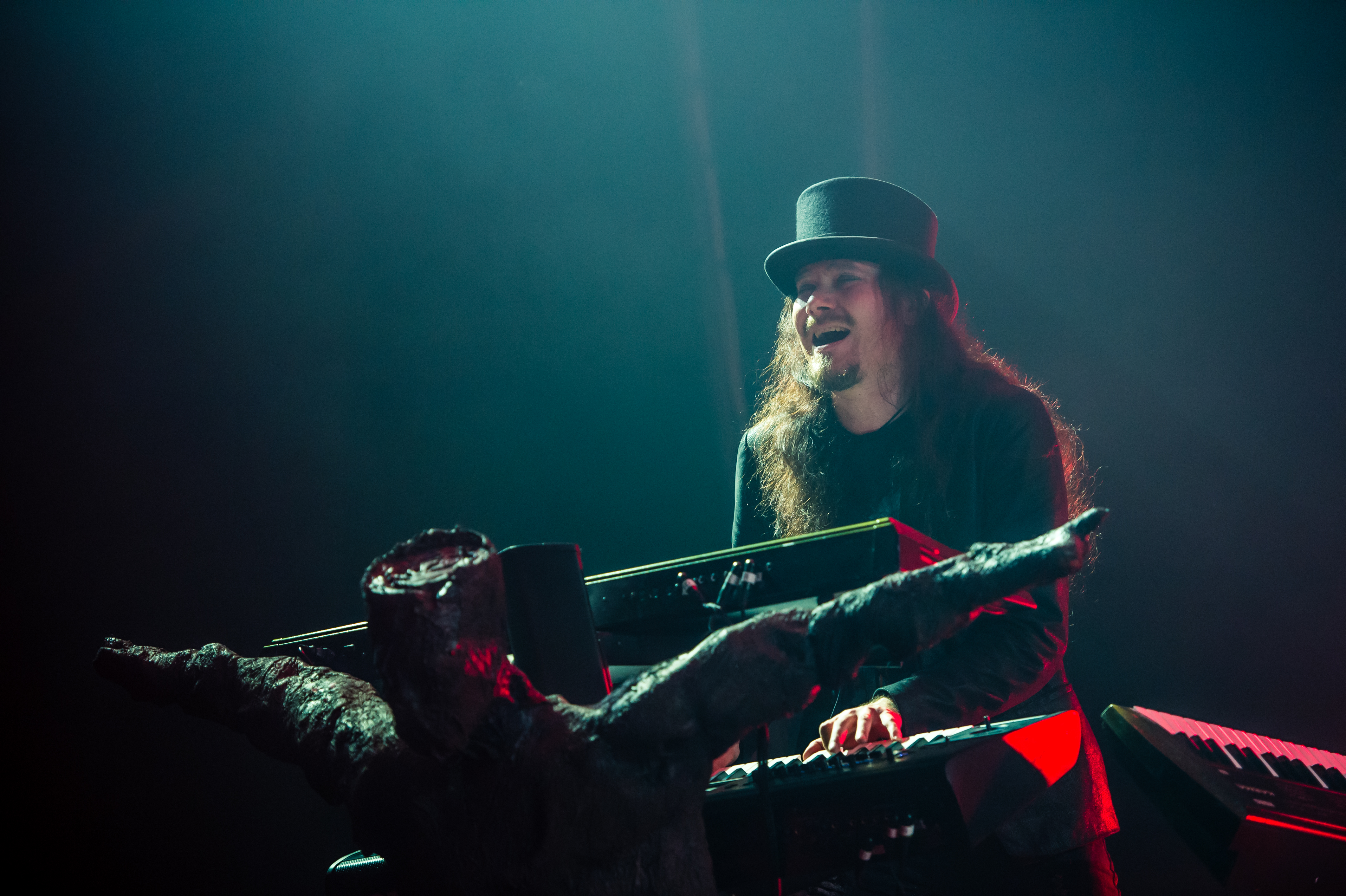
Tuomas Holopainen

Nel 1998 Sami Vänskä si unì al gruppo per suonare il basso elettrico e venne pubblicato il secondo album Oceanborn disco che raggiunse il 5º posto in Finlandia. Un singolo estratto da questo album, Sacrament of Wilderness, raggiunse perfino la cima della classifica tra la fine del '98 e l'inizio del '99.
Nel 1999 registrarono il singolo Sleeping Sun in occasione dell'eclissi in Germania, paese in cui questo singolo vendette più di 15.000 copie. Venne pubblicato anche un videoclip girato in Finlandia sul lago Inari.
Nel 2000 i Nightwish parteciparono alle qualificazioni finlandesi per l'Eurovision Song Contest; vinsero al voto popolare con la canzone Sleepwalker, ma la giuria giudicò diversamente e finirono al terzo posto. A maggio uscì il terzo album Wishmaster che andò direttamente in testa alla classifica finlandese e vi rimase in quella posizione per due settimane. Questo disco, a differenza dei precedenti, presenta una maggiore potenza e velocità di esecuzione, con due brani power metal-neoclassico (Crownless e Wanderlust). L'album debuttò al 21º posto in Germania e al 66° in Francia. Nel 2019 la rivista Metal Hammer lo ha classificato al 18º posto come miglior album power metal di tutti i tempi. 
Nel 2001 i Nightwish pubblicarono una cover della canzone di Gary Moore Over the Hills and Far Away, e il primo album dal vivo From Wishes to Eternity. Poco dopo Tuomas Holopainen licenziò il bassista Sami Vänskä per divergenze musicali e reclutò Marco Hietala, proveniente dai Sinergy e membro dei Tarot. Marco Hietala aggiunse anche la sua voce aggressiva a quella lirica di Tarja Turunen, dando così alla band una nuova svolta sonora.
Nel 2002 i Nightwish pubblicarono l'album Century Child e i singoli Ever Dream e Bless the Child. La maggiore differenza rispetto agli album precedenti fu l'uso di un'orchestra nella maggior parte delle canzoni con toni sinfonici e neoclassici, come ad esempio in Beauty of The Beast e The Phantom of The Opera. Il disco stabilì subito un record di vendite (disco d'oro in Finlandia in 2 ore) e in due settimane conquistò il disco di platino (30000 copie vendute) e vendette anche molto bene in Germania e in Austria.
Nel 2003 fu pubblicato il secondo "live" chiamato End of Innocence. Nell'estate dello stesso anno, Tarja Turunen sposò l'imprenditore argentino Marcelo Cabuli.
Il 7 giugno 2004 venne pubblicato il quinto album Once assieme al singolo da esso estratto Nemo. Grazie al grandissimo budget messo a disposizione della band, Once venne registrato con il supporto di una vera orchestra (la stessa che ha suonato la colonna sonora de Il Signore degli Anelli). In Finlandia il disco diventa in poche ore disco d'oro e in qualche settimana disco di platino. La maestosità di questo lavoro e il marketing mirato della casa discografica Nuclear Blast spingono l'album al top delle classifiche di mezza Europa, persino in Grecia, Germania e Norvegia. Once contiene una canzone in finlandese intitolata Kuolema tekee taiteilijan (letteralmente "la morte crea l'artista"). Grazie alle ottime vendite, la band dà inizio al più grande tour mondiale della loro storia con 150 concerti previsti. Il 19 ottobre 2005 esce una revisitazione del singolo Sleeping Sun (canzone pubblicata nel 1999) e con esso esce anche un nuovo video.

### L'allontanamento di Tarja Turunen e l'ingresso di Anette Olzon

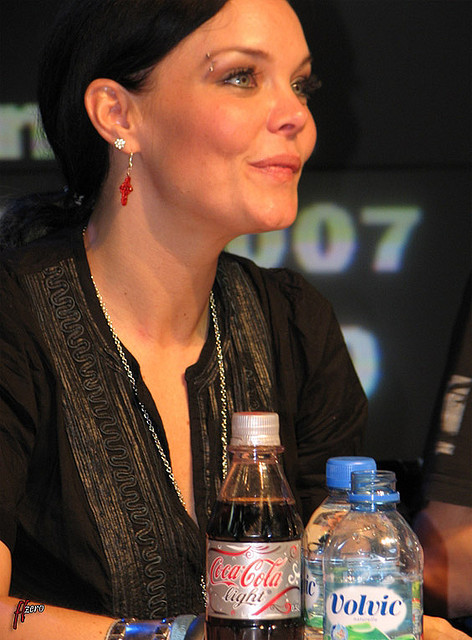
Anette Olzon ad una sessione autografi

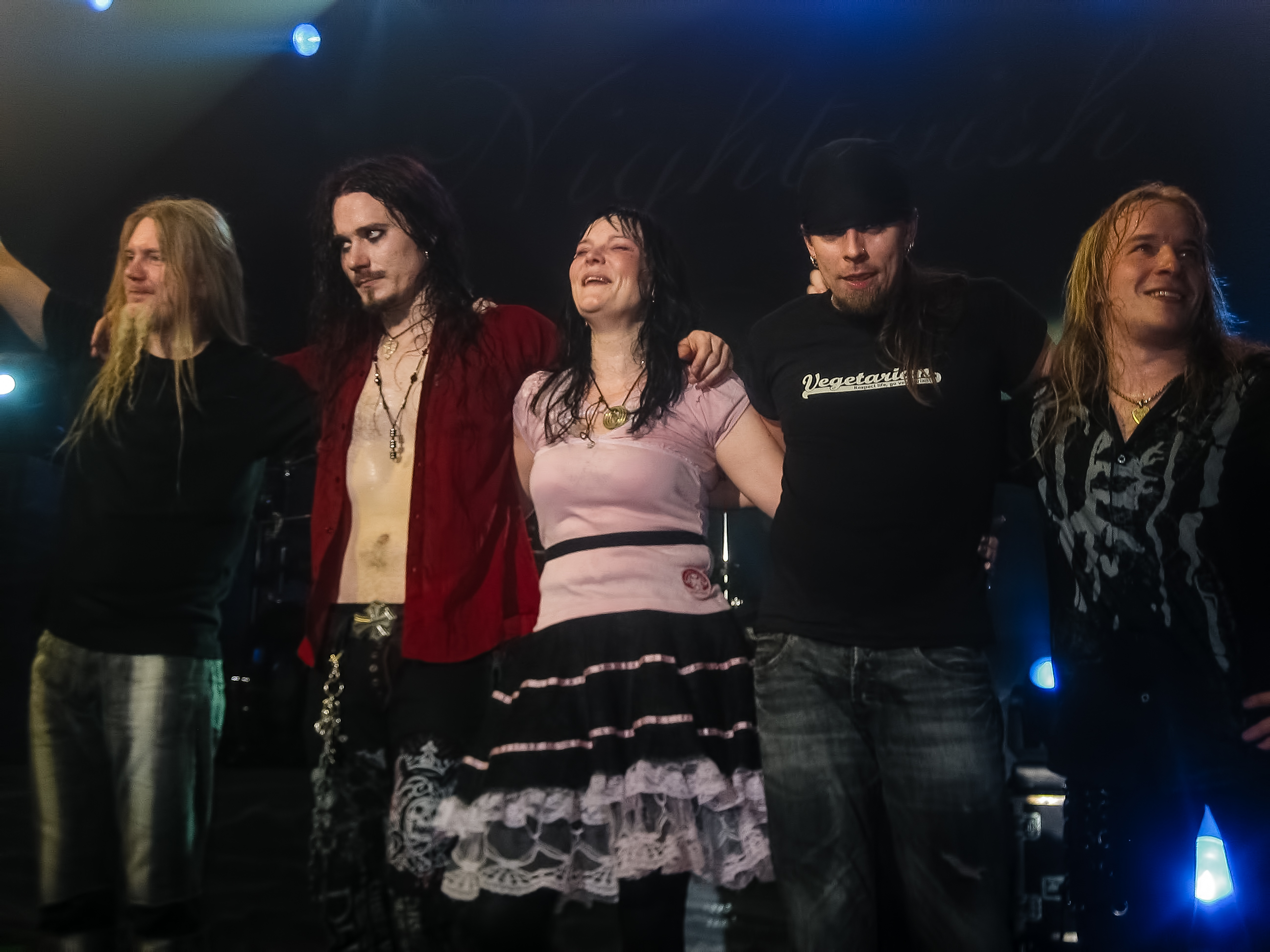
I Nightwish ad Astoria nel 2008, in promozione di Dark Passion Play

Finite le registrazioni per il nuovo DVD End of an Era (2005) i quattro membri dei Nightwish hanno deciso di rompere il legame con Tarja Turunen attraverso una lettera aperta, poiché affermavano che suo marito, Marcelo Cabuli, e gli interessi commerciali, l'avevano cambiata troppo fino al punto di non rientrare più nello spirito della band. Tuomas Holopainen scrisse la lettera dopo che la band aveva finito il tour mondiale che promuoveva l'album Once, durato un anno e mezzo. La lettera le fu consegnata nel backstage dopo un concerto all'Hartwall Areena di Helsinki, il 21 ottobre 2005. Questa lettera è stata poi pubblicata sul sito della band, mentre Tarja rispose poi con un'altra lettera aperta.
Il 24 maggio 2007, dopo due anni di silenzio, il gruppo sceglie come nuova cantante Anette Olzon, ex voce degli Alyson Avenue. Il video di Amaranth ed il singolo sono usciti in Europa il 24 agosto 2007 come anticipo del nuovo album. Viene inoltre pubblicato e venduto online il nuovo singolo Eva, dove il ricavato viene devoluto a Die Arche (un'associazione che aiuta i bambini in difficoltà).
Il 26 settembre 2007 esce il sesto album Dark Passion Play al quale fa seguito il singolo Bye Bye Beautiful. Questo album differisce dai precedenti per aver richiesto non solo la collaborazione di cantanti e voci, ma anche di musicisti, come la violinista irlandese Noillag Casey, il suonatore di cornamusa Troy Donockley e l'esperto di colonne sonore e soundscapes Jussi Tegelman.
Nell'edizione del 2008 degli MTV Europe Music Awards tenutasi a Liverpool, la band si aggiudica la vittoria nella categoria Best Finnish Act nonché una nomination nella categoria Europe's Favourite Act.
Nel 2009 i Nightwish registrano una cover di Hilma ja Onni per l'album in tributo al cantautore Jaakko Teppo.

### Imaginaerume l'arrivo di Floor Jansen

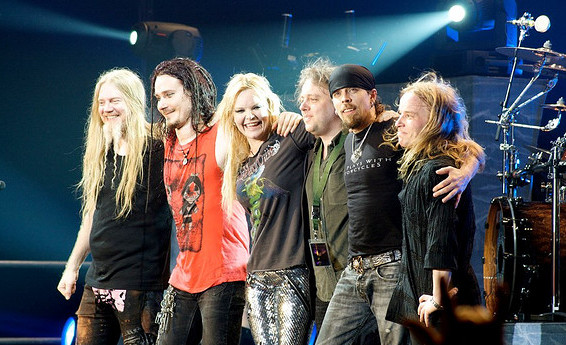
I Nightwish in concerto a Mantova nel 2009

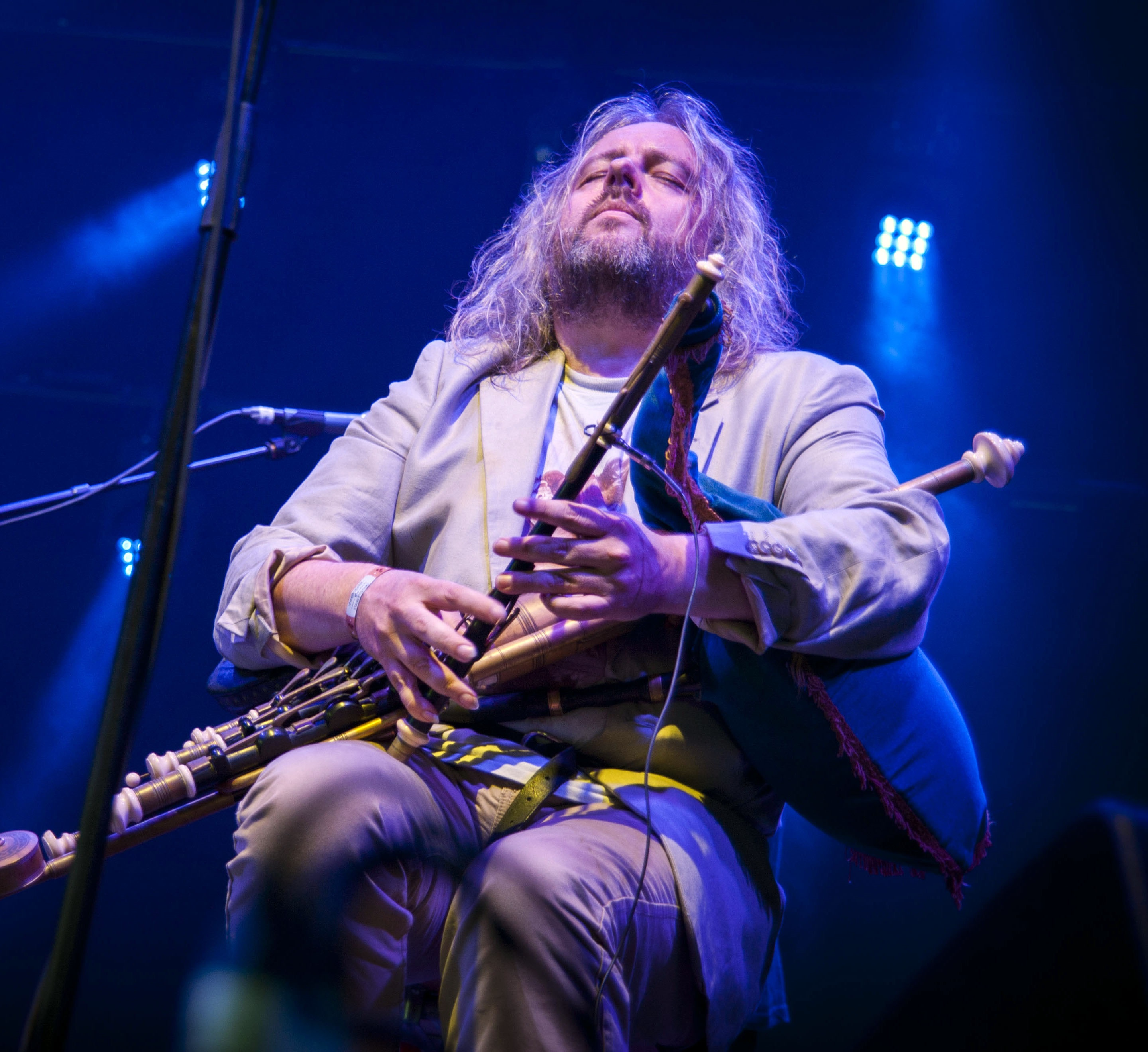
Troy Donockley nel 2014

Nel febbraio 2010 Tuomas Holopainen ha annunciato che il processo di composizione del settimo album era iniziato e che a metà ottobre sarebbero iniziate le registrazioni. A febbraio 2011 è stato comunicato che l'album sarebbe stato accompagnato da un film e che si sarebbero intitolati entrambi Imaginarium, ma il 31 agosto 2011 è stato annunciato il cambiamento del titolo dell'album;“Al fine di evitare confusione con altre cose denominate Imaginarium, il titolo del prossimo album e rispettivo film cambiano in Imaginaerum".
Il primo singolo dell'album Storytime è stato pubblicato in Italia l'11 novembre 2011, mentre l'album è uscito il 30 novembre 2011 in Finlandia, il 2 dicembre 2011 nel resto d'Europa e il 6 dicembre 2011 in Italia. Il 21 gennaio 2012 inizia l'Imaginaerum World Tour.
Il secondo singolo The Crow, the Owl and the Dove è stato pubblicato in Italia il 2 marzo 2012.
Il 1º ottobre 2012 la band ha annunciato attraverso un comunicato stampa la separazione dalla cantante Anette Olzon, che verrà sostituita durante il tour di supporto dell'album dall'ex cantante degli After Forever Floor Jansen. L'allontanamento di Anette Olzon sarebbe stato causato dalla decisione della band di proseguire il tour di promozione dell'ultimo album Imaginaerum nonostante la stessa Olzon abbia avuto dei problemi di salute, anche piuttosto seri (le sarebbe stata diagnosticata una grossa cisti al fegato), e di sostituirla con le coriste dei Kamelot Elize Ryd (già vocalist degli Amaranthe) e Alissa White-Gluz (attualmente cantante degli Arch Enemy). Anette Olzon ha fortemente criticato questa decisione rilasciando la seguente dichiarazione:
(Anette Olzon)
A seguito di questa dichiarazione Anette Olzon è stata allontanata dai Nightwish e sostituita temporaneamente da Floor Jansen. Il 16 settembre 2013 è stato presentato sul sito ufficiale della band il nuovo album live intitolato Showtime,Storytime uscito il 29 novembre dello stesso anno con la Jansen divenuta cantante definitiva del gruppo. Insieme a lei si aggiunge in modo definitivo Troy Donockley, poli-strumentista che porta i Nightwish a sei componenti.
Il 6 agosto 2014 il batterista Jukka Nevalainen deve lasciare temporaneamente il gruppo a causa di problemi di salute legati a una grave insonnia cronica, venendo momentaneamente sostituito da Kai Hahto, batterista degli Wintersun.

### Endless Forms Most Beautiful

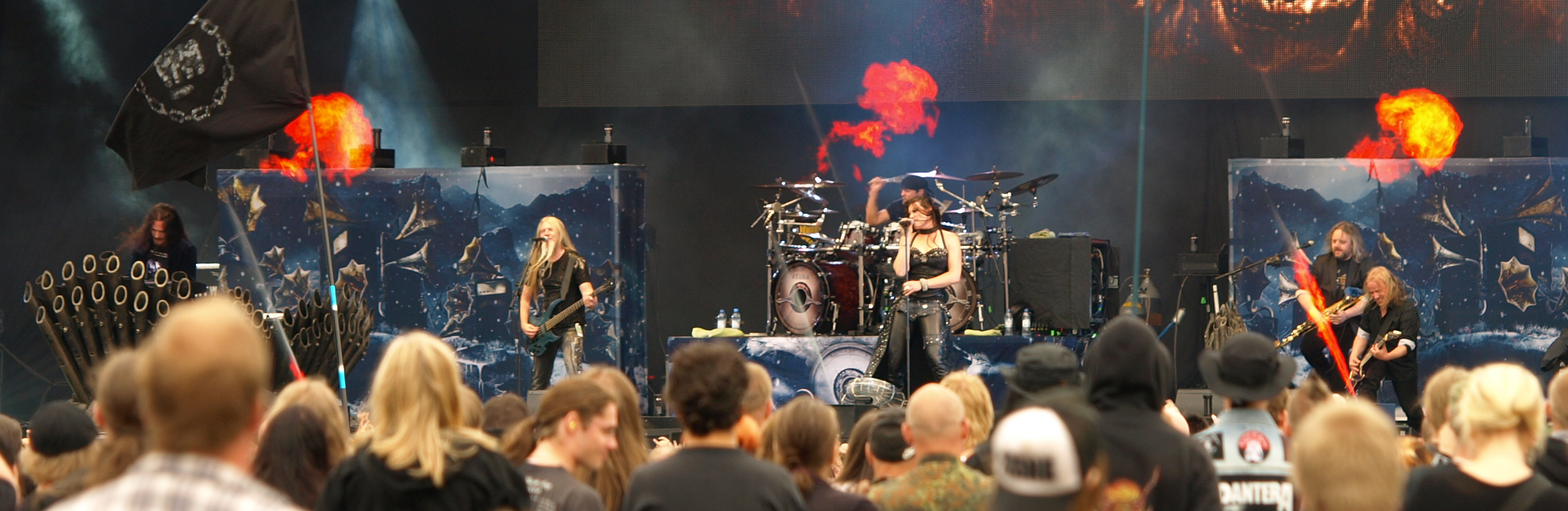
I Nightwish in concerto nel 2013

Sempre nell'estate 2014, a Kitee, iniziano le registrazioni per il nuovo disco, il primo con la nuova cantante Floor Jansen e il polistrumentista Troy Donockley, ed il primo senza lo storico batterista Jukka Nevelainen sostituito momentaneamente da Kai Hahto. Il 22 dicembre 2014 vengono rivelati l'artwork (realizzato da Toxic Angel) e il nome dell'album: Endless Forms Most Beautiful. L'intero album prende ispirazione dalla seguente citazione del libro L'origine delle specie di Charles Darwin:
Viene reso noto, tramite alcune foto, che nell'album sarà presente (come voce narrante) Richard Dawkins, un noto divulgatore scientifico inglese che leggerà alcuni passi di opere di Darwin, Carl Sagan e dello stesso Dawkins.
Il primo singolo estratto dall'album, Élan, è stato pubblicato il 13 febbraio 2015 con un video musicale d'accompagnamento, mentre il secondo singolo Shudder Before the Beautiful il 16 marzo. Il terzo singolo, Endless Forms Most Beautiful, è stato pubblicato l'8 maggio 2015 con un lyrics video d'accompagnamento.
Il 27 marzo 2015 in Europa esce Endless Forms Most Beautiful, il 30 marzo in Inghilterra e il 31 in America riscuotendo ottimi successi ovunque.
Il 9 aprile 2015 parte in America il tour mondiale per la promozione del nuovo lavoro che finirà un anno e mezzo dopo, il 9 ottobre 2016 in Giappone. Il tour ha toccato Nord America, Europa, Sud America, Oceania ed Asia per un totale di 151 show con una sola cancellazione. Durante il tour sono state registrate per intero le date di Londra alla Wembley Arena e quella a Tampere in Finlandia, in più sono stati immortalati pezzi di vari show in giro per il mondo. Tutto il materiale raccolto verrà usato per il nuovo DVD della band, Vehicle of Spirit, in uscita il 9 dicembre 2016.
Il 9 marzo 2018 viene pubblicato Decades, una raccolta contenente 22 brani rimasterizzati che ripercorrono la storia della band da Angels Fall First fino a Endless Forms Most Beautiful. Il 15 luglio 2019, in un post su Facebook, il gruppo ha annunciato la separazione definitiva di Jukka Nevalainen a causa della sua insonnia cronica confermando Kai Hahto come batterista ufficiale della band.
L'11 ottobre 2019 il gruppo annuncia l'uscita di "Decades - Live in Buenos Aires" disponibile nei vari formati a partire dal 6 dicembre dello stesso anno.

### Human: ll: Nature.
Intorno alla fine del 2019, viene annunciato che ad aprile 2020 la band inizierà il tour di supporto al nuovo album il cui titolo ancora non è stato scelto.
Il 16 gennaio 2020 viene annunciato il nono album Human. :II: Nature. previsto per il 10 aprile dello stesso anno. L'album è anticipato dal singolo Noise di cui è stata svelata un'anticipazione al telegiornale della rete nazionale finlandese Yle. Noise sarà pubblicato ufficialmente il 7 febbraio 2020.
Il 12 gennaio 2021 Hietala annuncia il suo ritiro dalla vita pubblica per problemi di salute (dice di soffrire di depressione da alcuni anni) e quindi anche l'uscita dai Nightwish. In occasione dello show virtuale "An evening with Nightwish in a Virtual World" del 28 e 29 maggio 2021, viene annunciato che Jukka Koskinen entrerà nella formazione del gruppo come bassista "live sessionist" per lo Human: ll: Nature – World Tour.

Il 6 aprile 2023 la band annuncia che non terrà tour per il prossimo album: 

## Stile e influenze

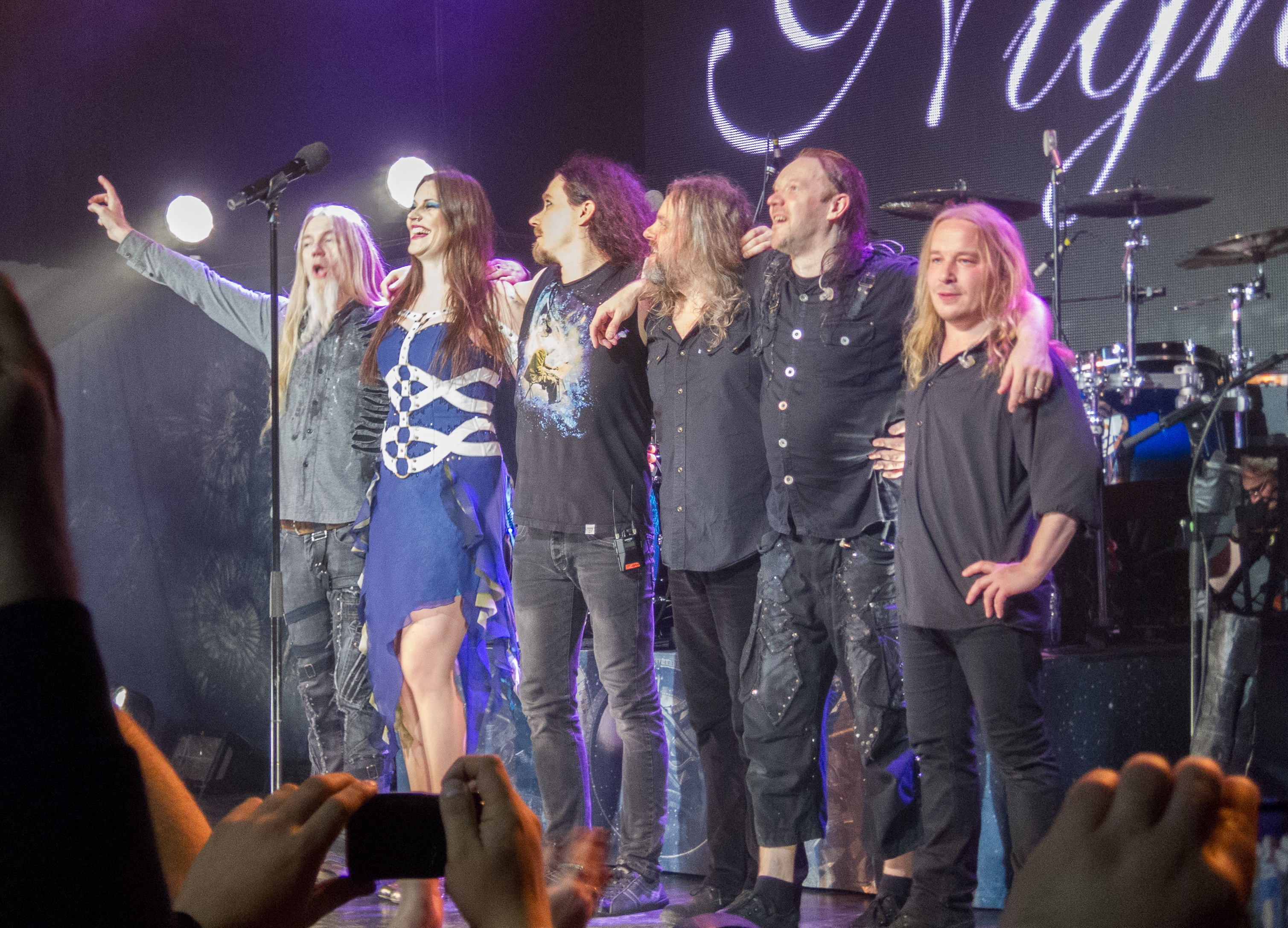
I Nightwish in concerto a Londra nel 2016

Nell'arco della loro carriera la musica dei Nightwish è stata caratterizzata da diverse influenze. Nati nel 1996 come band acustica con atmosfere folk nordiche, si sono poi evoluti aggiungendo elementi rock e metal grazie, come sostiene Tuomas Holopainen, all'influenza di band come i primi The Third and the Mortal e i Theatre of Tragedy. Fra gli album Oceanborn, Wishmaster e Century Child hanno quindi presentato un ibrido di power metal tastieristico, gothic metal e influenze operistiche che, a partire dallo stesso Century Child e ancor di più dal successivo Once, ha poi aggiunto importanti elementi orchestrali d'ispirazione cinematografica e con atmosfere spesso fiabesche, rendendo così i Nightwish fra le band più rappresentative e famose del sottogenere symphonic metal. Nel corso degli anni hanno sviluppato ulteriormente anche le influenze folk di tradizione celtica e hanno iniziato a usare melodie vocali di stampo pop.
Tuomas Holopainen ha descritto la loro musica come "heavy metal melodico con una voce femminile" o anche "un particolare tipo di metal sinfonico". 

## Formazione

### Formazione attuale
- Floor Jansen – voce (2012 - presente)
- Erno "Emppu" Vuorinen – chitarra (1996 - presente)
- Tuomas Holopainen – pianoforte, tastiere (1996 - presente)
- Troy Donockley – bodhrán, uilleann pipes, tin whistle, bouzouki e chitarra solista (2014 - presente, dal 2007 di supporto)
- Kai Hahto – batteria (2014 - presente)
- Jukka Koskinen – basso (2022 - presente, dal 2021 di supporto)

### Ex componenti
- Tarja Turunen – voce (1996 - 2005)
- Sami Vänskä – basso (1998 - 2001)
- Anette Olzon – voce (2005 - 2012)
- Jukka "Julius" Nevalainen – batteria (1997 - 2019, dal 2014 in pausa)
- Marko "Marco" Hietala – basso, voce (2001 - 2021)

Ex-musicisti di supporto
- Marianna Pellinen – tastiere addizionali, cori (1997 - 1998) (solo in sede live durante il tour di debutto "The First tour of the Angels")
- Samppa Hirvonen – basso (1997 - 1998) (solo in sede live durante il tour di debutto "The First tour of the Angels")
- John Two-Hawks – voce maschile e Quena (2004 - 2006) in occasione della registrazione dell'album Once e del tour End of an Era per la canzone Creek Mary's Blood.
- Elize Ryd – voce femminile (2012) (solo il 28 settembre)
- Alissa White-Gluz – voce femminile (2012) (solo il 28 settembre)

## Discografia
- 1997 – Angels Fall First
- 1998 – Oceanborn
- 2000 – Wishmaster
- 2002 – Century Child
- 2004 – Once
- 2007 – Dark Passion Play
- 2011 – Imaginaerum
- 2015 – Endless Forms Most Beautiful
- 2020 – Human. :II: Nature.
- 2024 – Yesterwynde

## Videografia
- 2001 – From Wishes to Eternity
- 2003 – End of Innocence
- 2006 – End of an Era
- 2009 – Made in Hong Kong (And in Various Other Places)
- 2013 – Showtime,Storytime
- 2016 – Vehicle of Spirit
- 2019 – Decades: Live in Buenos Aires